# خوان ر. فرنسيسكو
خوان ر. فرنسيسكو هو لغوي فلبيني، ولد في 1929.